# شهناز بخاری
شهناز بخاری (انگلیسی: Shahnaz Bukhari) روان‌شناس بالینی، کنشگری و فعال حقوق زنان اهل پاکستان است. او بنیانگذار و مدیر سازمان غیردولتی، انجمن زنان پیشرو (PWA) است که در مقابله با خشونت علیه زنان فعالیت دارد.
همچنین او جایزه شهروند شجاع را در سال ۲۰۰۳ دریافت کرده‌است.

## زندگی و فعالیت
شهناز بخاری لیسانس خود رااز دانشگاه پنجاب در لاهور گرفت. بعد از آن به مدت هفت سال در عربستان سعودی به عنوان مشاور خانواده کار کرد. در برگشت به پاکستان او انجمنی را برای کمک به زنان قربانی خشونت اجتماعی و خانگی تأسیس کرد. در سال ۱۹۹۴ این انجمن همچنین موارد قربانیان اسید و سوختگی را هم پذیرا شد. او همچنین صاحب یک مجله زنان است .